# Staffan Göthe
Lars Staffan Göthe, född 20 december 1944 i Luleå, är en svensk skådespelare, dramatiker och regissör. Han är professor vid Teaterhögskolan i Malmö.

## Biografi
Göthe studerade vid Uppsala universitet innan han fortsatte med skådespelarutbildning på Statens scenskola i Göteborg 1969–1971. Därefter arbetade han i Växjö 1971–1974, på Folkteatern i Göteborg 1975–1976 och 1979–1982, samt Folkteatern i Gävleborg 1983–1986. Däremellan, 1976–1979, var han rektor för Statens scenskola i Malmö och är numera professor vid samma skola (numera Teaterhögskolan i Malmö). Efter flera år som frilansande skådespelare och regissör på ett flertal teatrar 1986–1995 kom han 1995 till Dramaten. Under hela denna tid har han skrivit egna pjäser och filmmanus och räknas idag som en av Sveriges främsta och mest spelade dramatiker med inträngande studier av det svenska samhället och människornas liv med såväl dramatik som humor och stor fantasifullhet. Han har också skrivit flera pjäser för barn och unga, såsom Tjejen i Aspen, En natt i februari, Den feruketansvärda semällen. Göthe har även spelat i långfilmer och TV-produktioner, som Prospero i Göran Stangertz Stormen (1998) eller Agneta Fagerström-Olssons Kärlekens himmelska helvete (1993) efter hans eget manus.
År 2003 utkom boken Lysande eländen, en samlingsvolym med 22 av hans 23 dramatiska verk, som skrevs mellan 1971 och 2001.

## Priser och utmärkelser
- 1982 – TCO:s kulturpris
- 1988 – Svenska teaterkritikers förenings Teaterpris
- 1988 – Expressens teaterpris
- 2002 – Litteris et Artibus
- 2005 – Svenska Akademiens teaterpris
- 2006 – Stockholms stads hederspris
- 2016 – Per Ganneviks stipendium
- 2021 – Gösta Ekman-stipendiet
- 2022 – Svenska Dagbladets Thaliapris[1]

## Teater

### Pjäser
- 1972 – En natt i februari
- 1972 – Tjejen i Aspen
- 1973 – Nordanvinden eller Den unge Lars i Wexiö skola
- 1974 – Rosens och Henrikas pjäs
- 1974 – En Järntorgsrevy
- 1975 – Den itusågade damen
- 1977–97 – Mat & Logi
- 1978 – Den feruketansvärda semällen
- 1979 – Den gråtande polisen
- 1981 – En varvsdröm
- 1982 – Ballad om en skärbräda
- 1984 – Fiskarna på haven
- 1986 – La strada del Amore
- 1986 – En uppstoppad hund
- 1989 – Arma Irma
- 1990 – Den perfekta kyssen
- 1992 – Boogie-Woogie
- 1994 – Blått hus med röda kinder
- 1996 – Legenderna från Oskarsvarv
- 1996 – Ruben Pottas eländiga salonger
- 1998 – Homofiler kan inte vissla
- 1999 – Ett lysande elände
- 2000 – Temperance
- 2001 – Byta trottoar
- 2005 – Stjärnan över Lappland
- 2007 – Underbara gåvor
- 2010 – Kvart i fem-ekot
- 2022 – Kalkon i en resväska

### Roller (ej komplett)
| År   | Roll                                | Produktion                                                            | Regi             | Teater                    |
| ---- | ----------------------------------- | --------------------------------------------------------------------- | ---------------- | ------------------------- |
| 1984 |                                     | Makten och ärligheten Lars Forssell                                   | Peter Oskarson   | Folkteatern i Gävleborg   |
| 1985 | Diktaren Polisen                    | Ett drömspel August Strindberg                                        | Peter Oskarson   | Folkteatern i Gävleborg   |
| 1995 | Svikarpampen Svikare Fyllo Pamp Hov | Vigseln (Ślub) Witold Gombrowicz                                      | Karl Dunér       | Dramaten                  |
| 1996 | Du Croisy                           | De löjliga preciöserna (Les Précieuses Ridicules) Molière             | Thommy Berggren  | Dramaten                  |
| 1997 | Pegleg                              | The Black Rider Robert Wilson, Tom Waits och William Burroughs        | Rickard Günther  | Dramaten                  |
| 1999 | Häradshövding de Lorche             | Markurells i Wadköping Hjalmar Bergman                                | Peter Dalle      | Dramaten                  |
| 2005 | Vincentio                           | Lika för lika (Measure for Measure) William Shakespeare               | Yannis Houvardas | Dramaten                  |
| 2011 | John                                | John och svamparna Johan Petri                                        | Johan Petri      | Dramaten                  |
| 2012 | Mumien                              | Spöksonaten August Strindberg                                         | Mats Ek          | Dramaten                  |
| 2013 | Edward Zann Överläkaren             | Necronomicon H.P. Lovecraft                                           | Rikard Lekander  | Dramaten                  |
| 2017 | Ludwig                              | Ritter, Dene, Voss Thomas Bernhard                                    | Gunnel Lindblom  | Dramaten                  |
| 2018 | Roy Cohn                            | Angels in America Tony Kushner                                        | Farnaz Arbabi    | Dramaten                  |
| 2018 | Ludwig                              | Ritter, Dene, Voss Thomas Bernhard                                    | Gunnel Lindblom  | Dramaten                  |
| 2021 | Herr X                              | De perversa August Strindberg                                         | Carolina Frände  | Strindbergs Intima Teater |
| 2022 | Odysseus                            | Penelope Py Huss-Wallin och Nils Granberg                             | Py Huss-Wallin   | Teater Galeasen           |
| 2022 | Galileo Galilei                     | Galileis liv (Leben des Galilei) Bertolt Brecht och Margarete Steffin | Carolina Frände  | Dramaten                  |

### Regi (ej komplett)
| År   | Produktion                                            | Upphovsmän     | Teater          |
| ---- | ----------------------------------------------------- | -------------- | --------------- |
| 1999 | Ett lysande elände                                    | Staffan Göthe  | Dramaten        |
| 2010 | Lång dags färd mot natt Long Day's Journey into Night | Eugene O'Neill | Bryggeriteatern |

## Filmmanus
- 1993 – Kärlekens himmelska helvete

## Film- och TV-roller
- 1971 – Offside (TV-serie)
- 1992 – Damen i handskdisken
- 1993 – Kärlekens himmelska helvete
- 1996 – Anna Holt – polis (TV-serie)
- 1997 – Beck – Spår i mörker
- 1997 – Radioskugga (TV-serie)
- 1998 – Stormen
- 1999 – Lusten till ett liv
- 2000 – Bollen i ögat
- 2002 – Svenska slut (TV-serie)
- 2002 – Pepparrotslandet
- 2003 – Min skäggiga mamma
- 2003 – Assistenten
- 2004 – Om ras
- 2011 – Fisken
- 2016 – Gentlemen & Gangsters (TV-serie)
- 2016 – Den allvarsamma leken
- 2020 – Bäckström (TV-serie)
- 2021 – En kunglig affär (TV-serie) – kung Gustaf V